# Vernonia helenae
Vernonia helenae là một loài thực vật có hoa trong họ Cúc. Loài này được Buscal. & Muschl. miêu tả khoa học đầu tiên năm 1913.